# Ampélos
Vous lisez un « bon article » labellisé en 2019.
Dans la mythologie grecque, Ampélos (en grec ancien : Ἄμπελος / Ámpelos, « vigne ») est un jeune satyre, éromène aimé de Dionysos. Sa mort donne naissance à la vigne et au vin.
Ovide au Ier siècle, puis Nonnos de Panopolis au Ve siècle présentent deux versions assez différentes du mythe. La figure d'Ampélos emprunte vraisemblablement plusieurs caractéristiques de mythes antérieurs, et occupe dans l'univers dionysiaque une place particulière, proche d'un syncrétisme entre la mythologie et le christianisme antique. Les représentations d'Ampélos dans la statuaire et la céramique antiques sont rares et relativement peu assurées. Elles deviennent un peu plus fréquentes à l'époque baroque.

## Mythe
Les connaissances sur la figure mythologique d'Ampélos reposent sur les écrits de deux auteurs : Ovide et Nonnos de Panopolis. A contrario, ni Apollodore, ni Diodore de Sicile ne citent Ampélos à propos de la découverte du vin par Dionysos.

### Les Fastesd'Ovide

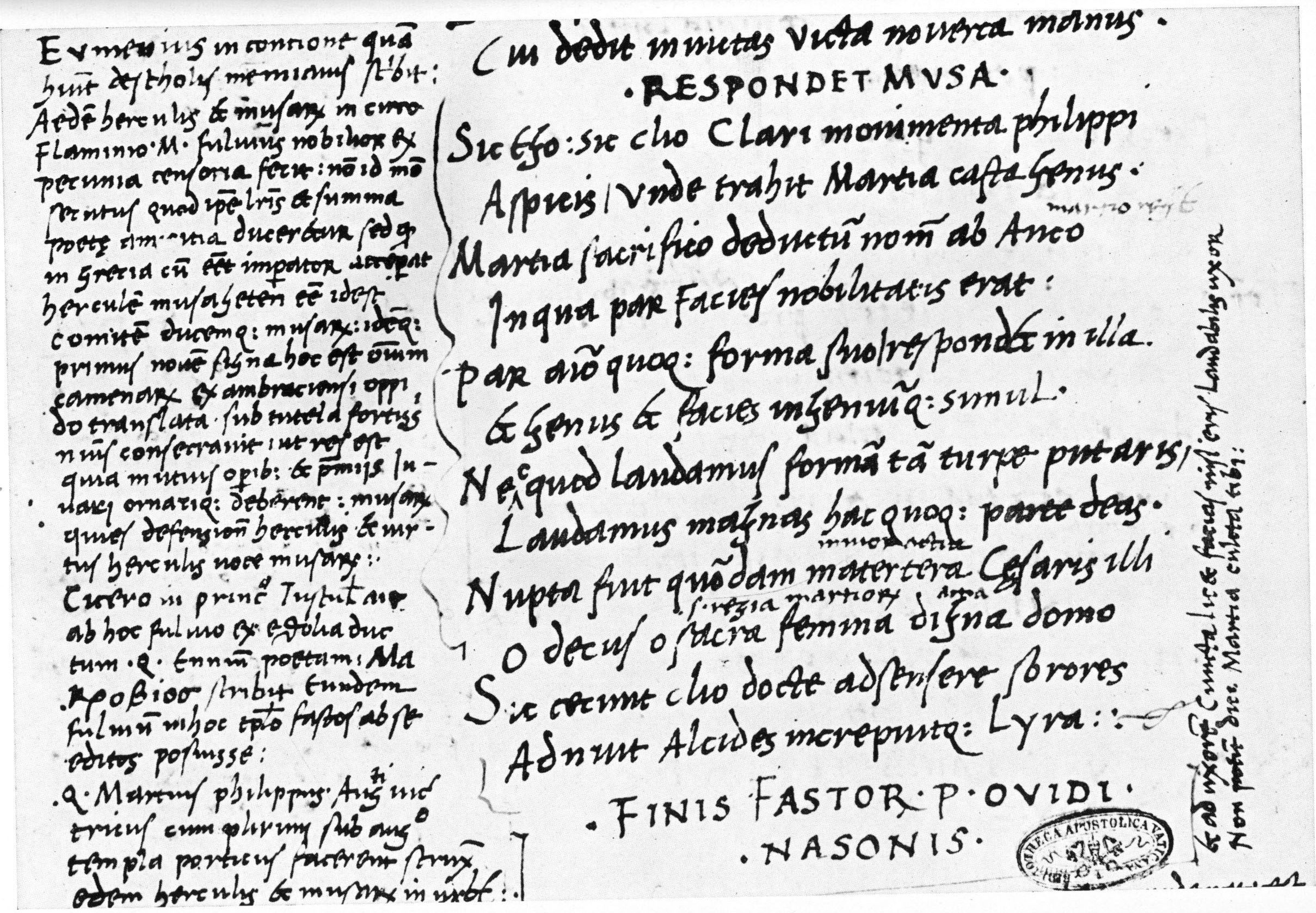
Les Fastes d'Ovide, manuscrit de Julius Pomponius Laetus, XVe siècle, bibliothèque du Vatican

Chez Ovide, Ampélos est le fils d'un satyre et d'une nymphe. Il est l'amant de Dionysos sur le mont Ismaros en Thrace, et après une mort accidentelle, le dieu l'élève au statut de constellation.

« Mais le Vendangeur n'échappera pas à tes regards ;
une courte digression démontre l'origine de cet astre.
Ampelos aux longs cheveux naquit d'un satyre et d'une nymphe ;
on dit que Bacchus l'aima sur les sommets de l'Ismarus.
L'enfant lui offrit la vigne qui pendait au feuillage d'un ormeau,
et qui maintenant tient son nom de lui.
En cueillant sur une branche des raisins colorés, il fut distrait et tomba :
Liber emporta parmi les astres l'ami qu'il avait perdu. »

— Ovide, Fastes [détail des éditions] [lire en ligne], III, 407–414
La référence à l'étoile Epsilon Virginis, dont le nom latin Vindemitor ou Vindemiatrix signifie le vendangeur ou la vendangeuse, est probable. Située dans l'actuelle constellation de la Vierge, cette étoile indiquait lors de son lever héliaque, à l’époque romaine et hellénistique, le début des vendanges.

### Les Dionysiaquesde Nonnos de Panopolis
Chez Nonnos de Panopolis, Ampélos vit en Lydie. Il est tué par un taureau qu'il chevauchait, à l'instigation de la déesse Artémis. Atropos, l'une des Moires gardiennes du destin des mortels, le transforme en grappe de vigne, et Dionysos fait de son sang le vin.
Le mythe d'Ampélos est développé dans les chants X à XII des Dionysiaques (en grec ancien Διονυσιακά / Dionysiaká).

#### Chant X

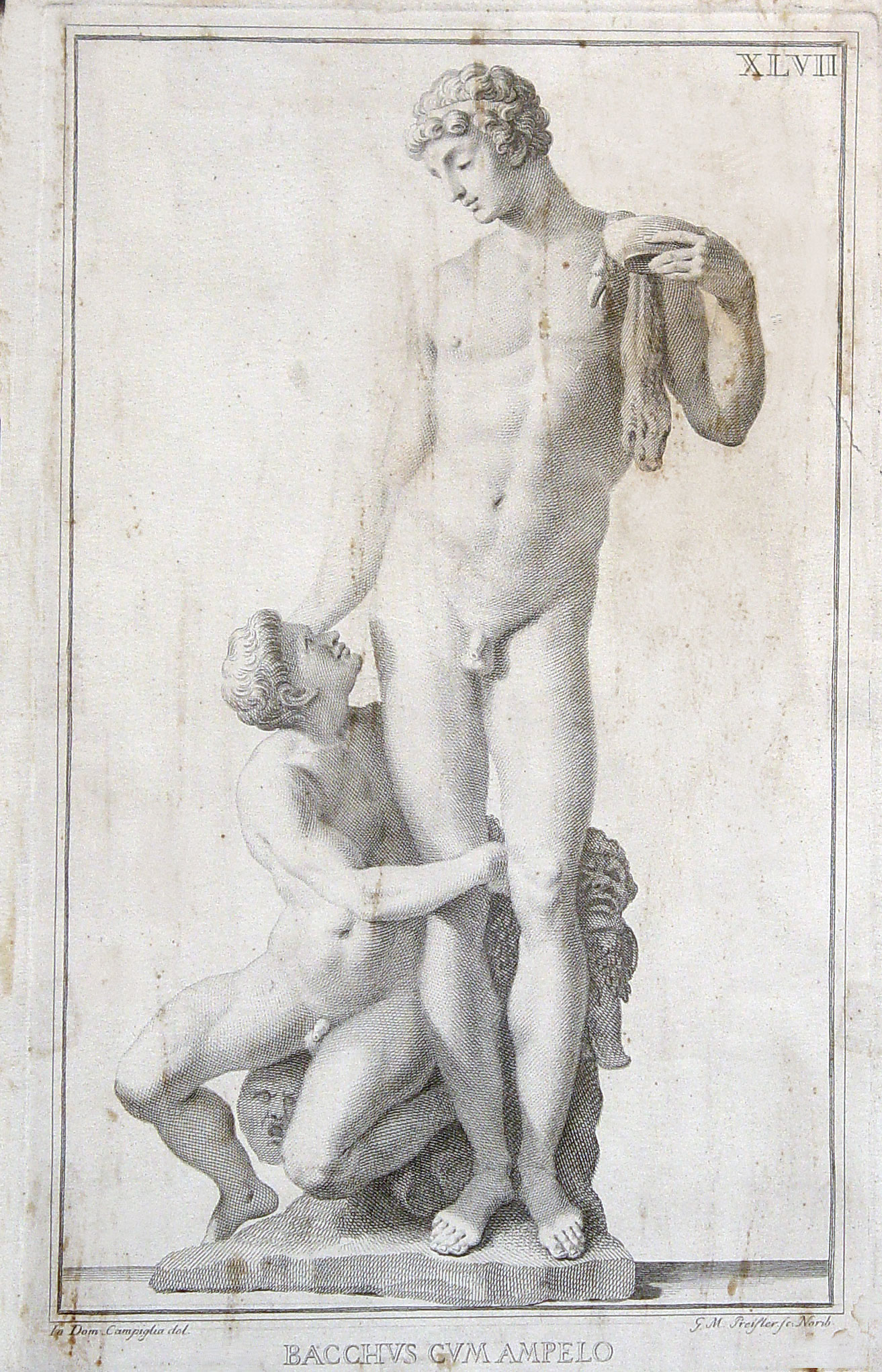
Dionysos/Bacchus et Ampélos, Giovanni Domenico Campiglia (1692–1768), gravure d'une statue romaine.

Dionysos atteint l'adolescence et vit en Lydie, entouré d'une cour de satyres. Il tombe amoureux de l'un d'entre eux, Ampélos. Sa passion pour le jeune homme est cependant attristée par la certitude que ce dernier mourra bientôt, comme cela arrive à tous les jeunes gens aimés des dieux. Dionysos et Ampélos s'exercent en rivalisant au cours de nombreuses épreuves sportives où le dieu laisse gagner le satyre.

« Les deux athlètes des amours s'avancent au centre de l'arène. Ampélos d'abord, serrant de son poignet le poignet de Bacchus, et le comprimant sous ses étreintes, unit par une double chaîne ses doigts entrelacés, et presse ainsi la main droite de son adversaire qui s'y prête de bonne grâce ; puis ils arrondissent leurs bras en guirlande autour de leurs reins, serrent leurs hanches de ces entrelacements mutuels, et étreignent leurs flancs d'un effort semblable. Dans leurs essais alternatifs, ils s'enlèvent de terre l'un l'autre ; et Bacchus croyait toucher à l'Olympe. »

— Nonnos de Panopolis, Dionysiaques [détail des éditions] [lire en ligne], X, 340–350

#### Chant XI
Dionysos organise un concours de natation et laisse gagner Ampélos. Ravi de son succès, Ampélos se travestit en bacchante au cours de la célébration qui suit. Dionysos prévient Ampélos de rester toujours près de lui, au cas où une divinité jalouse de leur amour tenterait de le tuer. Un présage apprend à Dionysos qu'Ampélos va mourir et devenir le premier plant de vigne. La déesse de l'illusion, Até, suscite la jalousie chez Ampélos en lui rappelant que les dieux offrent toujours à leurs aimés des présents exceptionnels, par exemple une monture extraordinaire, et elle lui suggère de s'approprier un taureau.

« Cependant Até, l'homicide déité, aperçoit l'intrépide chasseur [Ampélos], errant à travers les monts, loin de Bacchos. Aussitôt, elle prend l'apparence gracieuse d'un adolescent de son âge, et, afin de complaire à la marâtre [Héra] du divin rejeton de la Phrygie [Dionysos], s'adresse à lui [Ampélos] d'une voix douce, en ces termes perfides […] »

— Nonnos de Panopolis, Dionysiaques [détail des éditions] [lire en ligne], XI, 110–115

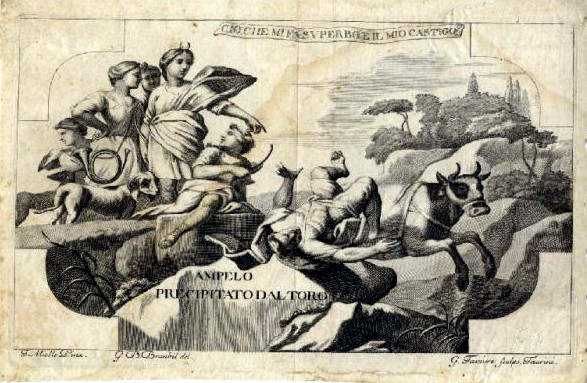
Ampélos tué par le taureau, gravure attribuée à Jan Miel (1599–1664).

Dupé, Ampélos chevauche un taureau et irrite Séléné, la déesse de la Lune, en affirmant être un meilleur monteur de taureau qu'elle. Séléné envoie un taon piquer le taureau. Le taureau commence à ruer et Ampélos finit par tomber et se briser le crâne. Un satyre apprend à Dionysos la triste nouvelle. Dionysos apprête le corps pour les funérailles et prononce un long chant de deuil. Éros, le dieu primordial de l’Amour et de la puissance créatrice dans la mythologie grecque, essaie de le distraire en lui racontant l'histoire de Calamos et Carpos, deux jeunes hommes qui étaient amoureux l'un de l'autre. Au cours d'un concours de natation, Carpos se noie et Calamos, incapable de vivre sans lui, se suicide. Calamos devient les roseaux des rivières et Carpos le fruit de la terre.

#### Chant XII
L'Automne demande quand la vigne apparaîtra sur Terre afin qu'elle devienne son attribut personnel. Dionysos est toujours en deuil. Ampélos est transformé en vigne et Dionysos fabrique pour la toute première fois du vin, en songeant à la façon dont Ampélos a échappé à la mort en se transformant.

« Bacchus, ton ami existe encore pour toi, et il ne doit pas traverser les ondes amères de l'Achéron. […] Ampélos, tout mort qu'il est, vit encore, car je vais changer ton charmant compagnon en un breuvage du plus doux nectar. […] Ampélos, tu as donné un vif chagrin à Bacchus qu'aucun chagrin n'avait encore affligé ; mais c'était pour apporter le plaisir aux quatre régions du monde, puisque tu fais naître le vin aux gouttes mielleuses ; ce vin, la libation des dieux, la joie de Bacchus. Oui, le roi Bacchus a pleuré, mais c'était pour tarir les larmes des mortels. »

— Nonnos de Panopolis, Dionysiaques [détail des éditions] [lire en ligne], XII, 141–172
Dionysos adopte le vin comme attribut personnel et s'affirme supérieur aux autres dieux, car aucun fruit n'est aussi beau ni ne procure tant de plaisir à l'humanité. Une seconde variante est donnée sur les origines du vin : la vigne poussait à l'insu de tous jusqu'à ce que Dionysos aperçoive un serpent en train de sucer le jus des grappes ; Dionysos et ses satyres fabriquent les premiers pressoirs, préparent le tout premier vin et organisent la toute première fête des vendanges, complètement ivres.

## Études et interprétations mythologiques
Le thème des amours d'un dieu, ou demi-dieu pour un jeune garçon, tout comme celui de la métamorphose d'un dieu, sont tout à fait communs, voire banals dans la mythologie grecque,. Cependant le mythe d'Ampélos porte la marque de l'élaboration poétique de Nonnos de Panopolis, qui montre un goût pour les paradoxes et adopte une structure toute particulière pour son œuvre. Selon l'helléniste Vincent Giraudet, « les Dionysiaques seraient composées de la même façon que l'on parle de la composition d'un monstre », car l'épopée ne suit pas une ligne claire, mais progresse dans l'agencement de thèmes récurrents, tels les luttes cosmiques, les métamorphoses et la vigne, qui lui donnent complexité et intensité.

### Tradition et invention dans le mythe antique d'Ampélos
L'helléniste Nicole Kröll remarque que si les mythes relatifs à l'invention du vin ont de longues traditions d'origines diverses, Nonnos crée cependant avec le destin d'Ampélos un mythe quasiment nouveau, un récit absent de la littérature antique, et qui s'affranchit de la tradition. Outre le texte d'Ovide, on ne connaît dans les textes antiques qu'une seule autre, très brève, mention d'Ampélos, dans le roman pseudo-clémentin. De plus, les représentations certaines d'Ampélos dans la sculpture et la céramique antique sont très rares. Ainsi, selon Kröll, si Nonnos de Panopolis s'appuie sur une tradition existante pour créer son récit, cette tradition reste, faute de sources, largement inconnue.
L'helléniste Robert Turcan estime que Les Bassariques de Sotérichos d'Oasis, poète épique contemporain de Nonnos de Panopolis, ont pu constituer une source d'inspiration pour ce dernier.
Dans son étude sur les Dionysiaques, Nicole Kröll reconnaît surtout la fonction symbolique du mythe d'Ampélos : si ce satyre, par sa mort et sa renaissance en vigne, renvoie bien à la métamorphose du raisin en vin, il symbolise plus généralement la victoire de la vie sur la mort, la renaissance de Zagreus en Dionysos, autant d'éléments constitutifs du culte dionysiaque : « Le satyre Ampélos, chéri du dieu grâce à sa beauté rayonnante, et qui va jusqu'à se mesurer à l'immortalité divine en se travestissant en bacchante, est puni de son hybris [sa démesure] par la mort. Cette mort violente, assénée par le taureau, avatar animal par excellence de Dionysos, et sa métamorphose font d'Ampélos un médiateur entre le monde terrestre et le monde des Dieux. Par sa métamorphose, il devient lui-même une part du divin. »
L'écrivaine et helléniste Marguerite Yourcenar, qui mentionne le mythe d'Ampélos dans son anthologie poétique La Couronne et la Lyre, remarque ce paradoxe : Nonnos est un auteur imbu de rhétorique traditionnelle, et livre avec les Dionysiaques le « suprême et fastueux effort d'une littérature qui finit » ; et cependant, le poète innove en matière de prosodie, en favorisant une métrique fondée sur l'accent, métrique vouée à un développement constant dans les langues modernes.

### Mythologie comparée

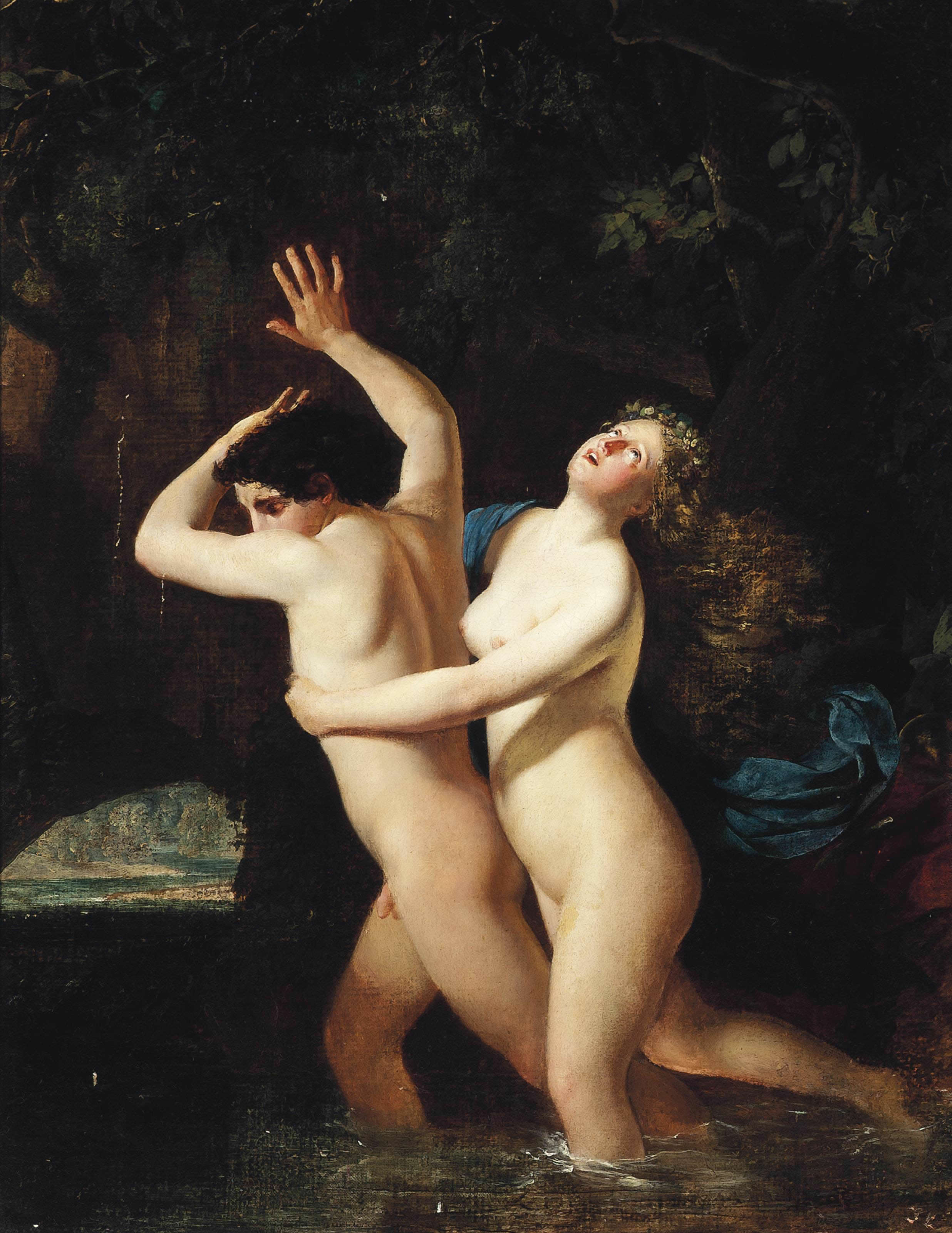
Hylas et une nymphe, école française, XIXe siècle.

Dans le poème de Nonnos, l'invention du vin est annoncée par plusieurs prédictions antérieures à l'épisode d'Ampélos. Dionysos-Zagreus, fils de Zeus et de Perséphone, a été tué par les Titans. Zeus se venge en ravageant la Terre par un incendie gigantesque, suivi d'un déluge qui noie le monde. Puis, « pour consoler l’humanité […] Zeus prédit qu’il lui naîtra un fils et que ce fils créera le vin. Il sera la réincarnation de l’enfant qui a été tué et portera lui aussi le nom de Dionysos ».
Le motif de la transformation du jeune satyre en cep de vigne a pu être inspiré à Nonnos par des auteurs grecs plus anciens remontant à l'époque hellénistique comme Nicandre, grammairien et poète grec, du IIe siècle av. J.-C., ou Parthénios, poète élégiaque grec du Ier siècle av. J.-C..
Plusieurs indices invitent à rapprocher le mythe d'Ampélos et la légende d'Hylas, l'éromène d'Héraclès, dont la disparition entraîne la fin de la participation d'Héraclès à l'expédition des Argonautes. Les références de Nonnos aux Argonautiques d'Apollonios de Rhodes et à l’Idylle XIII de Théocrite nourrissent un riche jeu d'intertextualités. Nonnos revendique une filiation littéraire, mais s'approprie plutôt qu'il n'imite ses modèles. Le renversement est net : si la mort d'Hylas met fin à la participation d’Héraclès à l’expédition des Argonautes, au contraire celle d'Ampélos s'avère, grâce à sa métamorphose, bienfaitrice pour l'humanité.
Selon G. D'Ippolito, le mythe d'Ampélos se serait d'abord diffusé à partir d'un épisode central, celui de la compétition de natation entre Ampélos et Dionysos. Parmi la grande variété des pantomimes antiques — une représentation dansée ou théâtrale, publique ou privée, qui donne la priorité à l'expression gestuelle — une forme particulière de pantomime aquatique est fréquente à l'époque de Nonnos : elle représente, sur l'eau, des scènes de métamorphoses. Ce type de spectacle, également appelé mime de Thétis, est conçu comme une « imitation de la vie, qui contient des choses à la fois licites et illicites » ; il est l'illustration, par les transformations successives de principes contraires, de la dynamique vitale. Il aurait ensuite été repris et travaillé par Nonnos pour aboutir au mythe exposé dans les Dionysiaques. Hélène Frangoulis estime, en étudiant le paradoxe de l'omniprésence de l’eau dans ce mythe de la découverte du vin, que « sa transformation en vigne semble donc symboliser la manière dont le vin va — et doit succéder à l’eau ».
En relevant plusieurs analogies littéraires, dont certaines ironiques, Hélène Frangoulis estime que dans l'Enlèvement d'Hélène de Collouthos, « le jeu subtil d’identifications auquel se livre Collouthos […] pourrait bien tisser des liens inattendus entre la petite fille désespérée par la disparition de sa mère et ces trois personnages désespérés par la disparition de leur bien-aimé ». Cette remarque renforce une probable parenté entre les mythes de Carpos et Calamos, d'Hylas et Héraclès, d'Ampélos et Dionysos.
Enfin, le terme grec ampélos est une origine étymologique probable pour le nom d'Embla : Ask et Embla (Askr ok Embla en vieux norrois) sont, dans la mythologie nordique, respectivement le premier homme et la première femme créés par les dieux. En revanche, il est difficile de distinguer la façon dont le mythe d'Ampélos aurait pu inspirer ce mythe nordique.

### Mythe d'Ampélos et foi chrétienne
L'idée d'un Dionysos rédempteur et l'association avec la foi chrétienne sont évoquées par plusieurs hellénistes qui ont avancé des analyses divergentes.
Charles-François Dupuis mentionne assez longuement dans son Origine de tous les cultes, ou religion universelle, publié en 1795, le mythe d'Ampélos. L'ouvrage, « véritable bréviaire de l’athéisme philosophique » cherche à démontrer l'existence d'une force universelle et naturelle commune à toutes les religions.

« On aperçoit aisément, que tout ceci n'est qu'une allégorie sur l'amour de Bacchus pour la vigne, désignée ici sous l'emblème d'un jeune enfant, qui a […] pour amant Bacchus, dieu des vendanges. […] Cette manière de traiter poétiquement une idée très simple, et de lui donner un grand développement par une suite d'allégories, était la manière de faire des anciens prêtres et des poètes sacrés ; et ce seul trait doit nous faire saisir le caractère original de toute la mythologie. Voici son génie, voici son style. »

— Charles-François Dupuis, Origine de tous les cultes, ou Religion universelle

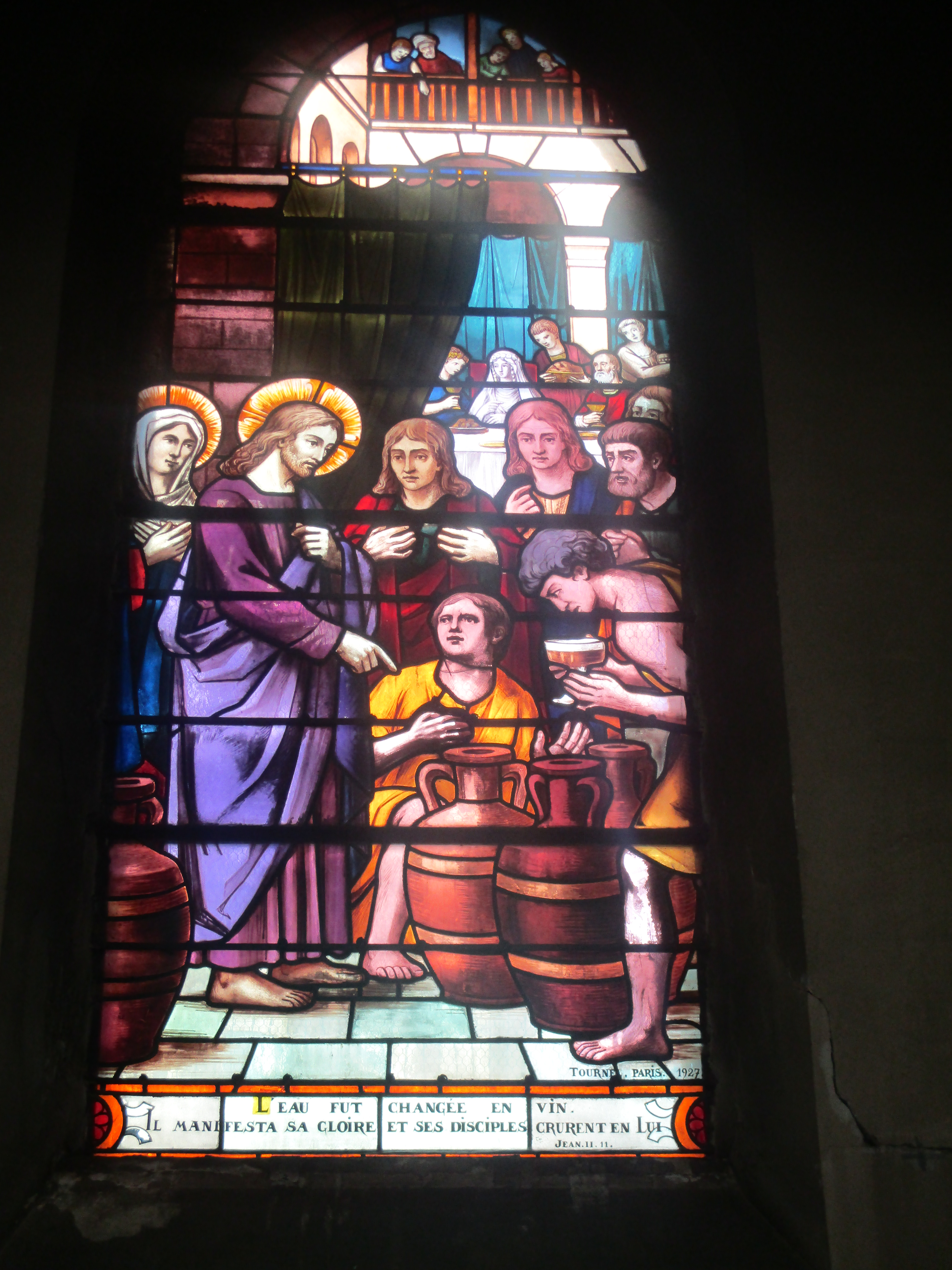
Jésus change l'eau en vin lors des Noces de Cana, vitrail de l'église Sainte-Marthe des Quatre-Chemins de Pantin.

Paul Decharme rejette dès 1881 l'idée d'un Dionysos médiateur et purificateur des âmes : Ampélos est un génie « de création poétique ou artistique, […] à qui jamais on n'a adressé de prières ».
Francis Vian indique que si Dionysos confère effectivement une certaine forme d'immortalité à ceux qu'il a aimés, le vin n'apporte au commun des mortels « ni l'immortalité ni la félicité outre-tombe ». Si l'on souhaite parler d'une « doctrine du salut », il faut reconnaître qu'elle est sinon épicurienne, au sens commun du terme, du moins bien profane.
De même, selon Hélène Frangoulis, « même si la création du vin, source de consolation, est provoquée par les larmes d’un dieu qui, en souffrant, délivre l’humanité de ses souffrances, il serait imprudent d’en conclure que Nonnos témoigne ici d’une foi chrétienne sincère ou d’une croyance en la mission rédemptrice de Bacchos ». La consolation qu'apporte Dionysos aux hommes, avec le vin, est un salut profane et limité, celui de l'ivresse.
Marguerite Yourcenar reconnaît certes dans les Dionysiaques « l'idée vaguement présente de l'épreuve de la mort qui mène à la métamorphose et à l'immortalité », mais la distingue nettement du christianisme contemporain, car « c'est nous, plutôt que Nonnos, qui nous efforçons de dégager ces grands thèmes ». Si « une sorte de puissant naturalisme cosmique enfle çà et là ces vagues de mots », ce naturalisme était inhérent aux mythes grecs anciens, même s'il s'est appauvri, et reste en tous cas étranger à ce qu'elle appelle le jeune dogmatisme chrétien.
Daria Gigli Piccardi, qui publie à Milan en 2003 une traduction commentée des douze premiers chants des Dionysiaques, propose une perspective globale du poème. En se fondant sur les parallèles avec la Paraphrase par Nonnos de l'Évangile selon Jean, elle défend la théorie d'une Paraphrase qui serait une préparation aux Dionysiaques. Au-delà de l'analyse purement stylistique, elle relève de nombreux points communs entre les deux textes : la piété et culpabilité du Dionysos nonnien, le miracle du vin, la joie par la résurrection. Ainsi, « les parallèles entre Ampélos et le Christ sont trop fréquents pour être accidentels », et Gigli Piccardi estime que dans le monde dionysiaque, la foi en un bonheur post-mortem existe bien, malgré la prépondérance du bonheur terrestre. L'univers dionysiaque créé par Nonnos se fonde sur un syncrétisme néoplatonicien, qui peut s'adapter à la religion païenne comme à la chrétienne.
Les origines du christianisme coïncident chronologiquement avec l'apogée de l'expansion du culte de Dionysos, et des formes de syncrétisme « entre les cultes de dieux pareillement ressuscités et qui pouvaient tous deux élire domicile dans une coupe de vin » ont pu exister. Pour Jean-Robert Pitte, Jésus remplace Dionysos et fait fructifier son héritage, le vin n'étant plus seulement la figure de la vie, mais celle de l'amour.

## Représentations d'Ampélos

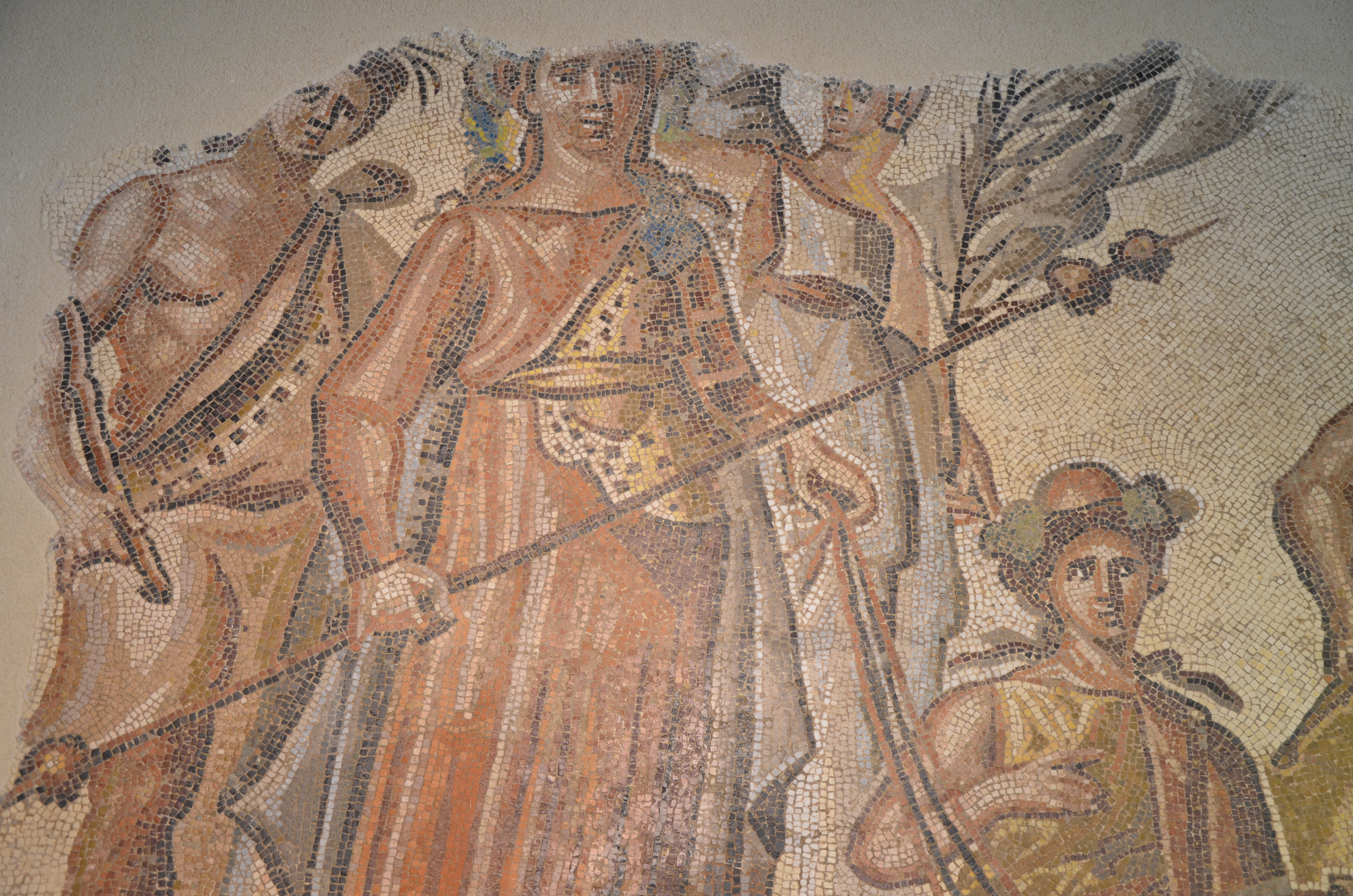
Mosaïque romaine du triomphe de Bacchus, musée archéologique national de Madrid.

### Dans la statuaire et la céramique antiques
Il est très difficile d'attribuer avec certitude une représentation graphique ou lapidaire antique à la figure mythique d'Ampélos. Plusieurs divinités de l'entourage de Dionysos sont également des personnifications de la vigne ou du raisin : outre Ampélos, on trouve Staphylos et Oinopion, le plus souvent considérés comme les fils de Dionysos et Ariane. Ils sont principalement représentés sur des vases attiques du VIe siècle av. J.-C. Bothrys, personnification du raisin, se confond parfois avec Dionysos lui-même. Ces représentations s'étalent de la fin de l'époque hellénistique au début de l'époque impériale et montrent un personnage dont la barbe, ou le corps tout entier, rappelle la forme d'une grappe.
Le sarcophage dit d'Acqua Traversa, conservé au musée des Thermes à Rome, semble fournir une représentation d'Ampélos particulièrement proche du texte de Nonnos. Datable de la première Tétrarchie, vers 285–305, il a été découvert à Acqua Traversa en 1937, et représente une thiase, un groupe de satyres et ménades qui adorent Dionysos. Autour d'un satyre, quatre bacchantes dansent en arrachant des grappes. Ces personnages sont entourés de Bacchus, et d'une figure qui serait peut-être Pan, le dieu protecteur des bergers et troupeaux, ou plus vraisemblablement Ampélos en cours de métamorphose. Il porte en effet les oreilles longues, pointues du satyre, et ses cuisses sont déjà feuillues et lourdes de grappes. Le sculpteur a pu être influencé par la lecture d'une épopée, les Bassariques de Sotérichos d'Oasis, son contemporain, et Nonnos est probablement tributaire des mêmes Bassariques.
La statue de Dionysos et d'Ampélos découverte à La Storta en 1772 et conservée au British Museum est datée du IIe siècle. Elle est vraisemblablement inspirée d'un original hellénistique du IIIe siècle av. J.-C., et montre le buste d'Ampélos qui surmonte un tronc chargé de pampres. Des grappes ornent sa poitrine, il en présente une à Dionysos qui boit le vin à une coupe. Un lézard rampe à ses pieds, là où se dresse aussi un félin. La dénomination de l'œuvre est changeante : en 1874, le British Museum reconnaissait plutôt une nymphe de l'armée de Dionysos en lieu et place d'Ampélos.
Les archives en ligne du Lexicon Iconographicum Mythologiae Classicae (LIMC) recensent trois références à Ampélos. Outre la statue du British Museum, il s'agit d'abord d'un torse de marbre de Dionysos orné de pampres, daté du IIe siècle, et conservé au Musée des Beaux-Arts Pouchkine de Moscou. L'œuvre est vraisemblablement une copie, réalisée à l'époque d'Antonin, d'une statue plus ancienne de l'atelier de Praxitèle ; elle rappelle, par les proportions du corps adolescent, le Satyre verseur de Praxitèle. L'identification à Dionysos comme à Ampélos sont douteuses, car la statue montre les traces d'un carquois en bandoulière, et le carquois ne fait pas partie de leurs attributs respectifs. Il est donc vraisemblable que l'artiste, dans le contexte du syncrétisme religieux romain, et d'une mode consistant à multiplier les symboles, a mélangé les caractères originaux de son modèle et des attributs qu'il ne possédait pas. Les archives du LIMC recensent ensuite une sculpture non datée, conservée au Roemer- und Pelizaeus-Museum de Hildesheim. Elle représente une tête féminine ornée de grappes et de pampres.
Plusieurs bas-reliefs ou statues antiques peuvent, par ailleurs, être des représentations d'Ampélos,.

### Arts et littérature à l'époque moderne

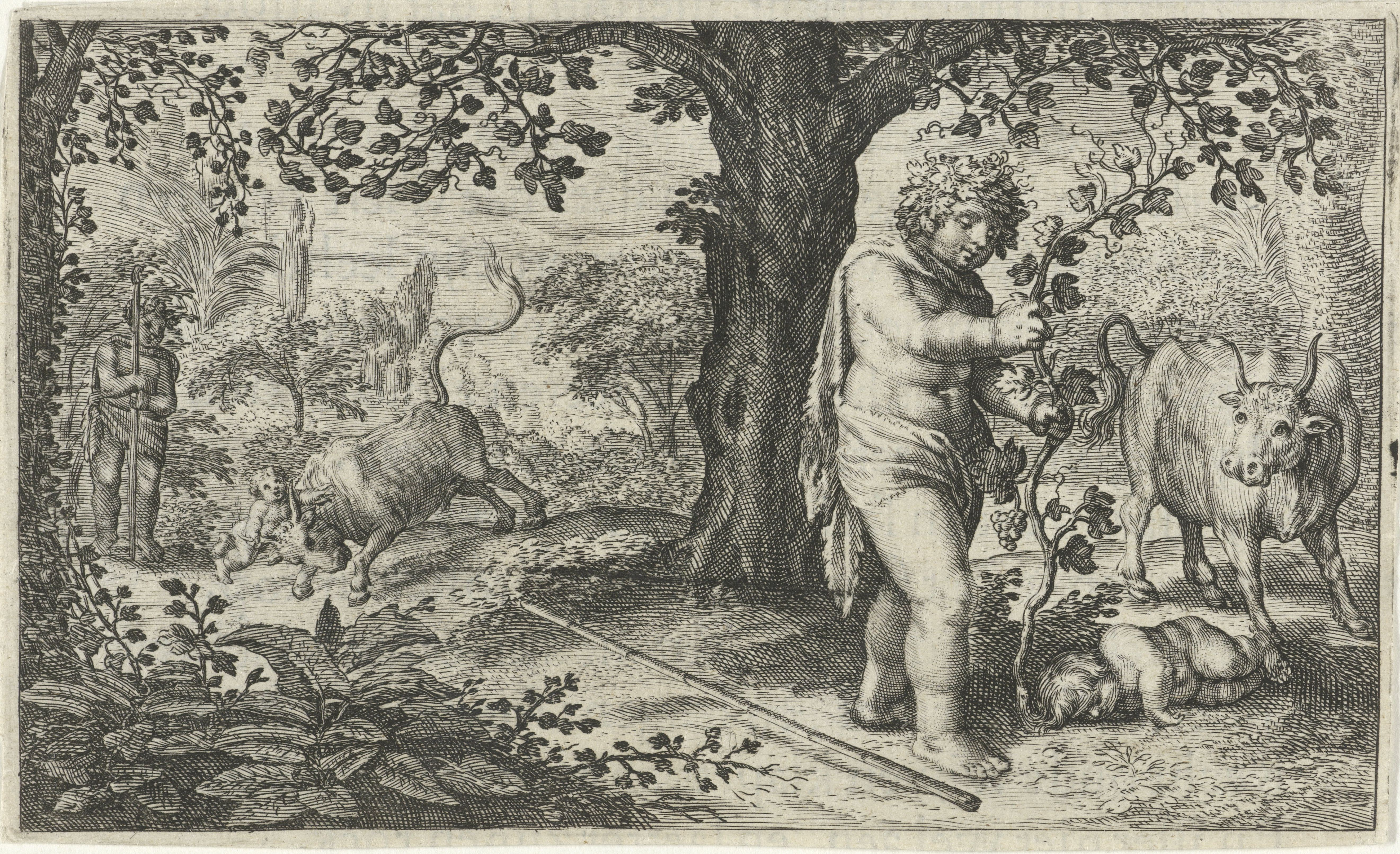
Bacchus et Ampélos, gravure de Jacob Matham, 1616, Rijksmuseum.
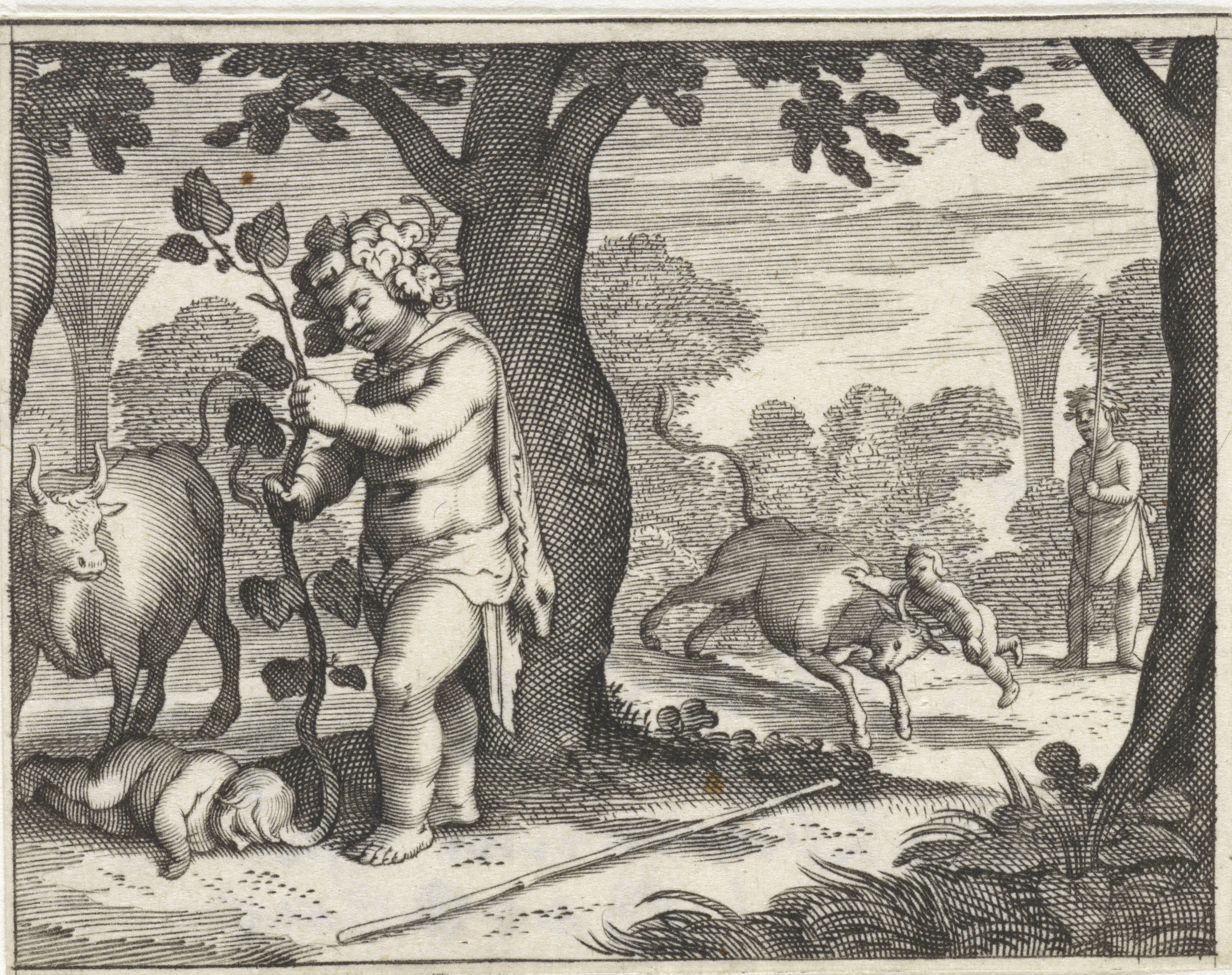
Bacchus et Ampélos, gravure de Pieter Serwouters d'après Jacob Matham, XVIIe siècle, Rijksmuseum.
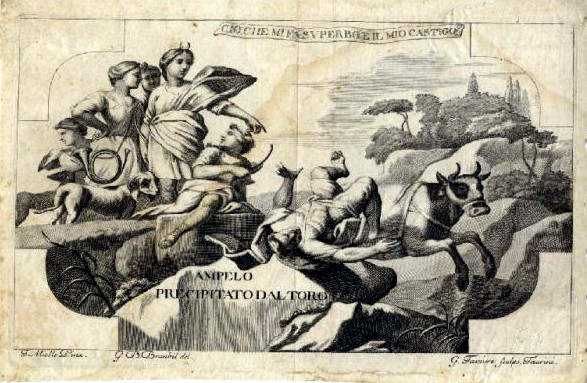
Ampélos tué par le taureau, gravure attribuée à Jan Miel, vers 1599-1664.
Esquisse de George Cumberland, 1829[45].
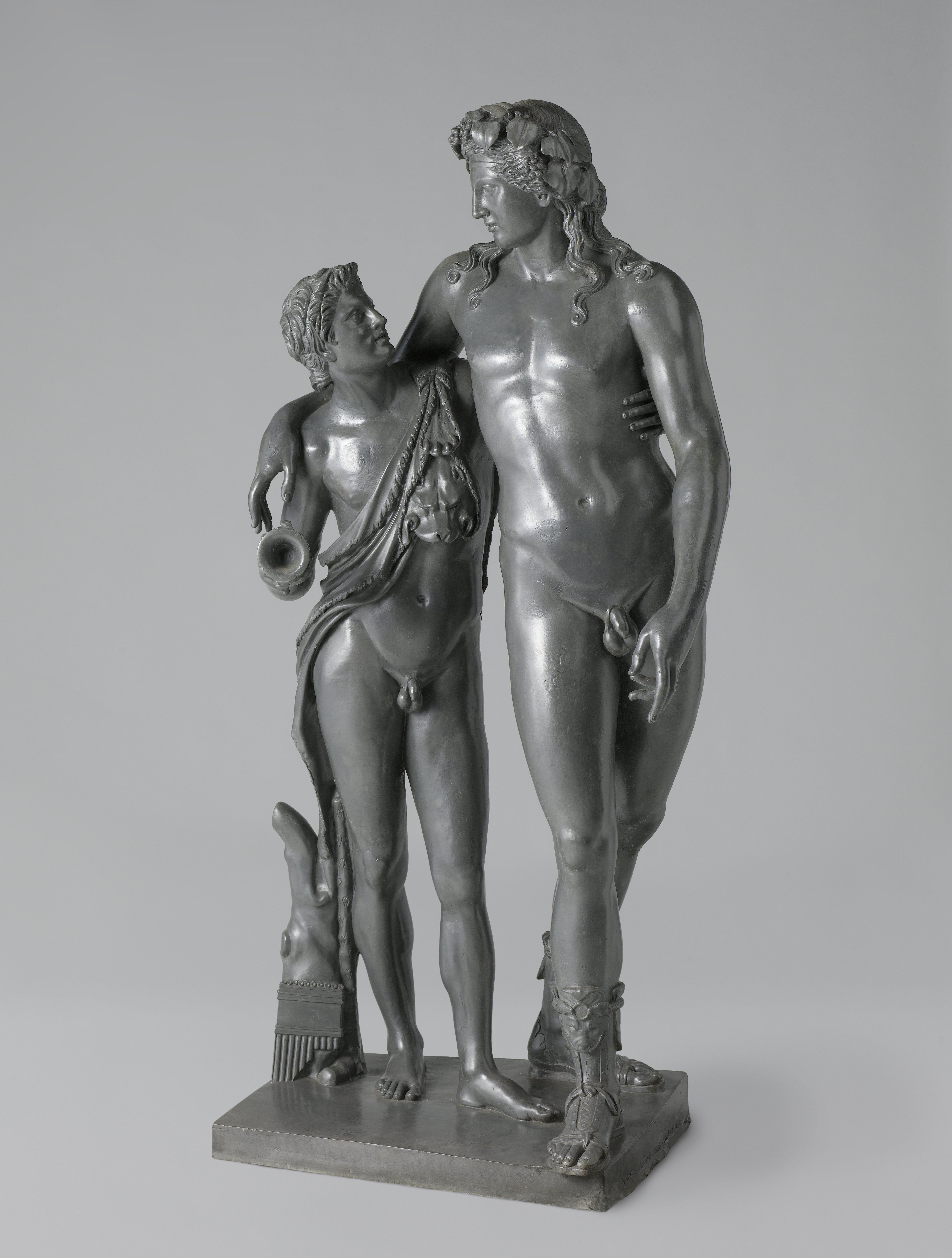
Francesco Righetti, Bacchus et Ampélos, 1782, Rijksmuseum.
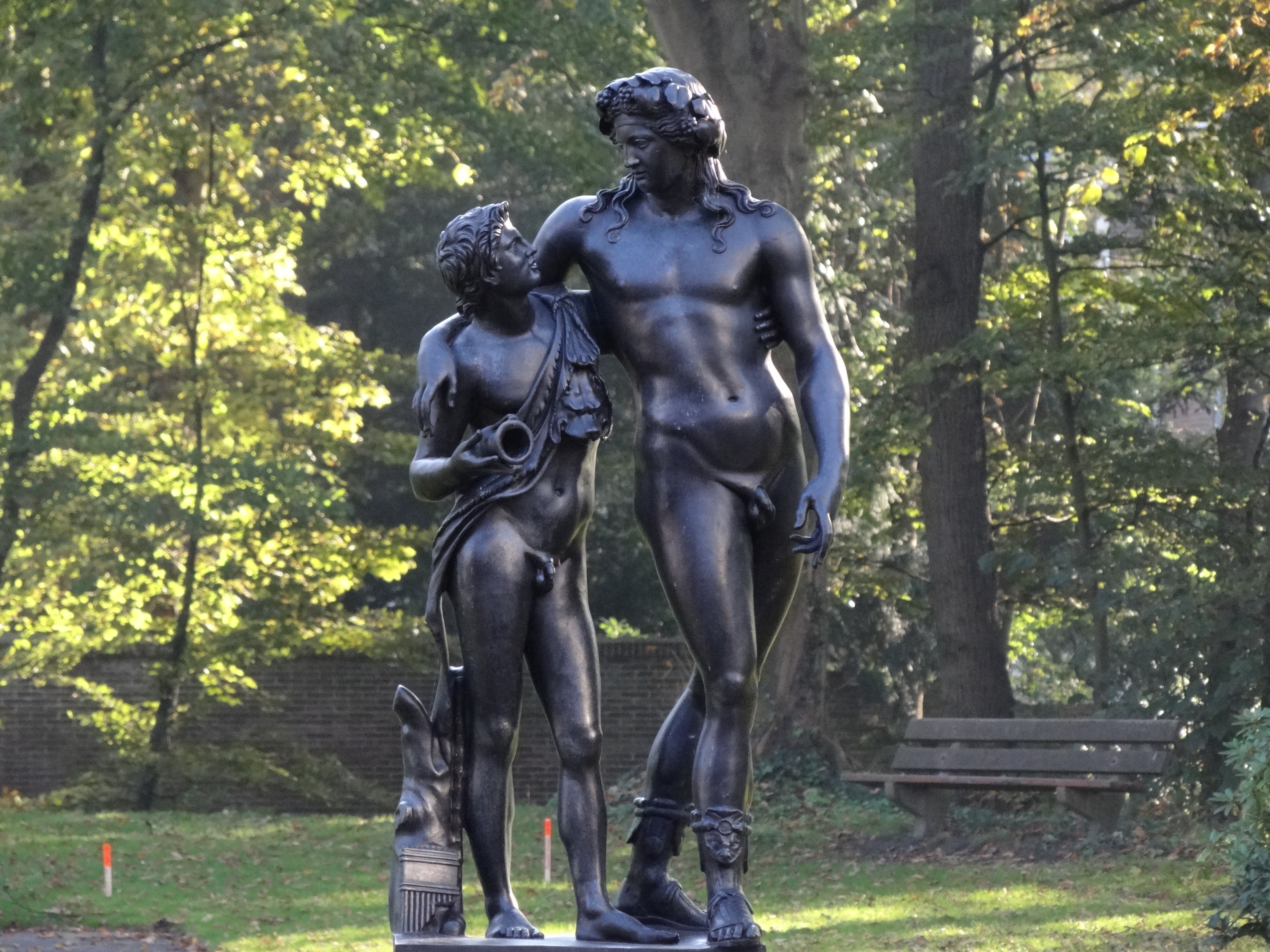
Statue de Bacchus et Ampélos, Villa Welgelegen, Haarlem.

Nicole Kröll indique que la redécouverte, au XVIIe siècle, de la figure d'Ampélos dans les gravures de Jacob Matham et Jan Miel est à rapprocher de la première édition moderne des Dionysiaques, celle de Gerart Falkenburg en 1569. L'érudit Eilhard Lubin traduit les Dionysiaques en latin en 1605, et Claude Boitet de Frauville traduit l'œuvre en français en 1625. Selon Kröll, qui remarque l'intérêt de l'époque baroque pour le mythe d'Ampélos, on ne trouve avant le XVIIe siècle aucune représentation d'Ampélos qui soit une référence certaine au texte de Nonnos de Panopolis.
Une statue du Musée des Offices représentant Bacchus et Ampélos a d'abord été attribuée à Michel-Ange, puis à Giovanni Battista Caccini. Elle a inspiré le poète romantique Shelley, qui écrit en 1819 ses Notes on Sculptures in Rome and Florence :
« Ampelus with a beast skin over his shoulder holds a cup in his right hand, and with his left half embraces the waist of Bacchus. Just as you may have seen (yet how seldom from their dissevering and tyrannical institutions do you see) a younger and an elder boy at school walking in some remote grassy spot of their playground with that tender friendship towards each other which has so much of love. »
— Percy Bysshe Shelley, Notes on Sculptures in Rome and Florence

« Ampélos, portant une peau de bête sur son épaule, tient une coupe dans sa main droite, et enlace à-demi la taille de Bacchus de sa main gauche. On pourrait juste y voir (mais il est bien rare que ces institutions tyranniques et séparatrices en laissent le loisir) un jeune écolier, et un autre plus âgé marchant sur un coin de pelouse à l'écart, unis par cette tendre amitié qui a tant en commun avec l'amour. »
— Notes on Sculptures in Rome and Florence
Théophile Gautier, dans son Histoire du romantisme, regrette avec ironie l'absence de représentation d'Ampélos dans la sculpture romantique : « […] que peut la statuaire sans les dieux et les héros de la mythologie qui lui fournissent avec des prétextes plausibles le nu et la draperie dont elle a besoin et que le romantisme proscrit […] ? Nous-même, à cause de nos études plastiques, nous ne pouvions pas nous empêcher de regretter Zeus à la chevelure ambrosienne relégué sur l’île des Sapins dans la mer du Nord, Aphrodite enfermée sous la montagne du Venusberg, Ampelos, sommelier d’un couvent de moines, et Hermès, commis de banque à Hambourg ». Théophile Gautier reconnaît en effet Ampélos dans la bacchanale décrite par Heinrich Heine dans ses Dieux en exil : 
« Die jungen Männer trugen ebenfalls auf den Häuptern Kränze von Weinlaub. Männer und Weiber aber, in den Händen goldne Stäbe schwingend, die mit Weinlaub umrankt, kamen jubelnd herangeflogen, um die drei Ankömmlinge zu begrüßen […], erblickte man in einer von Diamanten glänzenden Tunica eine wunderschöne Jünglingsgestalt vom edelsten Ebenmaß, nur daß die runden Hüften und die schmächtige Taille etwas Weibisches hatten. Auch die zärtlich gewölbten Lippen und die verschwimmend weichen Züge verliehen dem Jüngling ein etwas weibisches Aussehen; doch sein Gesicht trug gleichwohl einen gewissen kühnen, fast übermüthig heroischen Ausdruck. »
— Heinrich Heine, Die Götter im Exil

« Les jeunes gens avaient également le front ceint de pampre. Des hommes et des femmes, agitant des bâtons dorés, autour desquels s’enroulaient des ceps de vigne, accoururent pour donner la bienvenue aux nouveaux arrivés […], alors on vit paraître, à demi couvert d’une tunique étincelante de diamants, un beau jeune homme aux plus belles formes : seulement ses hanches arrondies et sa taille trop grêle avaient quelque chose de féminin. Des lèvres légèrement bombées et des traits d’une mollesse indécise donnaient aussi au jeune homme une expression féminine ; mais en même temps son visage portait l’empreinte d’une intrépidité hautaine, d’une âme mâle et héroïque. »
— Die Götter im Exil
Le poète anglais Matthew Arnold mentionne également « le jeune Ampélos aux yeux languides, chéri de Bacchus » dans son poème The Strayed Reveeler paru en 1898. Julian Sturgis, écrivain et poète américain puis britannique, évoque brièvement Ampélos dans ses Comedy Sketches for Two and Three Characters publiés en 1902.

### Postérité à l'époque contemporaine
Le radical ampélo a donné le terme ampélographie, soit l'étude des cépages, en botanique et en œnologie.

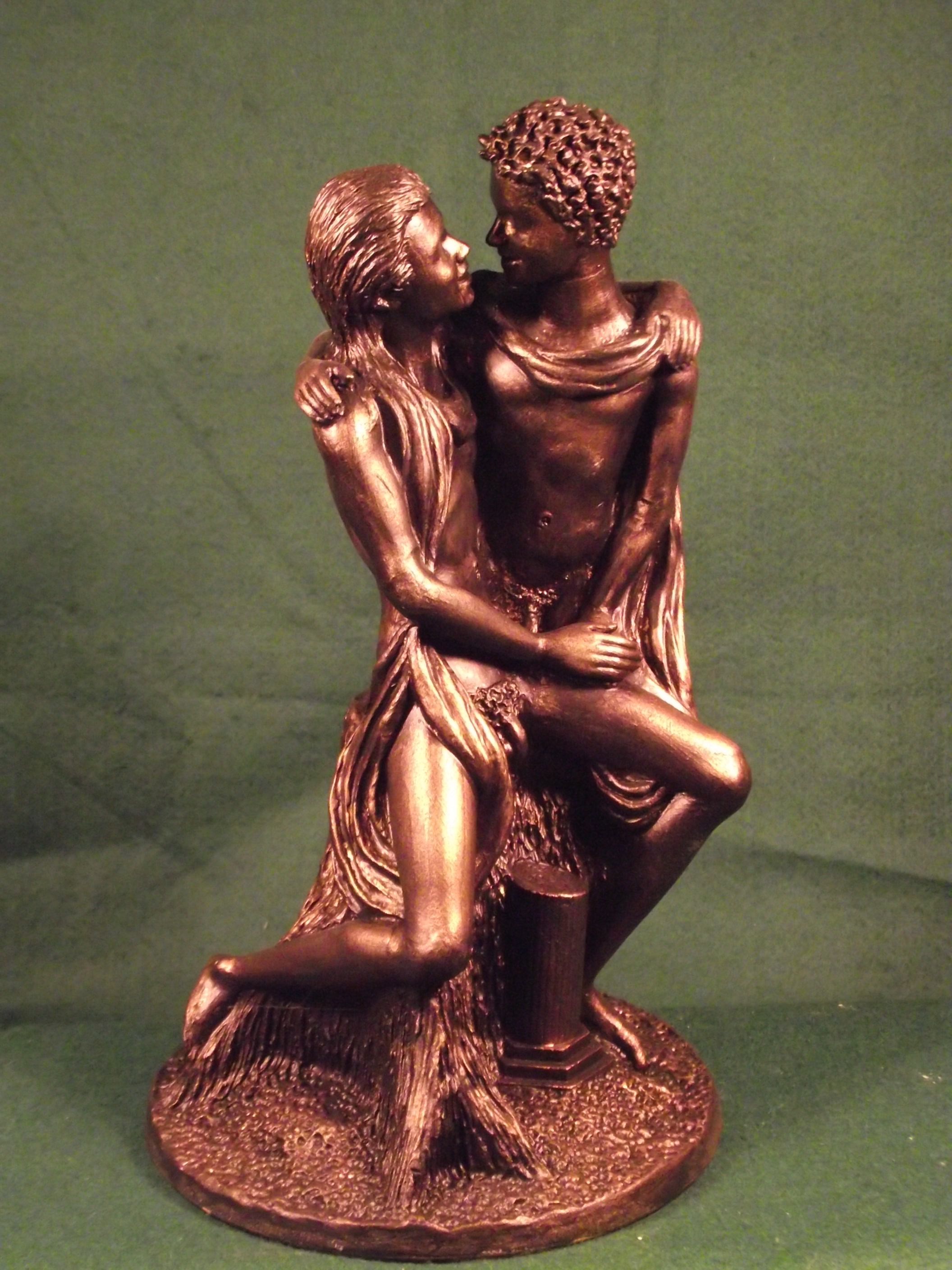
Dionysos et Ampélos, sculpture de Malcolm Lidbury, Cornwall LGBT History Project, 2016.

Le mythe d'Ampélos est, au XXe siècle, fréquemment associé à la littérature LGBT,. Pour Patrick Pollard, le mythe d'Ampélos fait partie des sources d'inspiration d'André Gide. Il estime que l'intérêt de l'auteur pour les Dionysiaques tient moins à l'œuvre elle-même qu'à la figure du jeune adolescent aimé de Bacchus. Travaillant sur le dossier préparatoire de Corydon, Alain Goulet remarque effectivement dans les archives de Gide une coupure de presse mentionnant le mythe d'Ampélos. Dans son analyse du Bacchus du Caravage, Stephen Lyng rappelle en 2004 l'épisode d'Ampélos, mais refuse de voir dans l'œuvre une simple personnification de la passion homosexuelle. Plus généralement, elle s'inscrit selon lui, de même que les photographies de Robert Mapplethorpe, dans une célébration queer des plaisirs du monde matériel.
Dans le cadre d'un projet intitulé Damnatio Memoriae, l'artiste Malcolm Lidbury propose en 2016 une exposition de sculptures en matériaux composites, représentant des personnalités LGBT mythiques ou historiques, dont un Dionysos et Ampélos. Ce projet s'inscrit dans une démarche de visibilité des personnalités LGBT et fait suite à la décision d'une association LGBT du Comté anglais de Devon de proscrire toute référence aux œuvres du peintre britannique Henry Scott Tuke,.
La maison d'édition Ampélos, fondée en 2006 en France, d'inspiration protestante, se définit comme une maison d'édition engagée.
Le nom Ampélos est fréquemment repris par un certain nombre de commerces vinicoles en France. Un navire italien de transport de vins, pris d'assaut en 1981 à Sète par le Comité régional d'action viticole, porte également ce nom. Les « Ampélofolies » sont, en Cabardès, une manifestation annuelle qui célèbre les truffes et le vin. La Cité du Vin bordelaise propose à l'été 2021 une exposition consacrée à Dionysos et au mythe d'Ampélos, dans un aller-retour entre œuvres antiques et contemporaines,.

#### Sources primaires
- Ovide, Fastes [détail des éditions] [lire en ligne], III, 407-414
- Nonnos de Panopolis, Dionysiaques [détail des éditions] [lire en ligne], X-XII
- (de) Heinrich Wilhelm Stoll, Ausführliches Lexikon der griechischen und römischen Mythologie, vol. 1,1, Leipzig, Wilhelm Heinrich Roscher, 1886 (lire en ligne), « Ampelos », p. 292.
- Mary-Anne Zagdoun, Lexicon Iconographicum Mythologiae Classicae, vol. 1, Dusseldorf, Artemis & Winkler Verlag, 1981, 295 p. (ISBN 978-3-538-03520-1), Ampélos, p. 689-690

#### Sources secondaires
- Jean-Robert Pitte, Le désir du vin : à la conquête du monde, Paris, Fayard, 2009, 332 p. (ISBN 978-2-213-63801-0, lire en ligne).
- Francis Vian, « Théogamies et sotériologie dans les Dionysiaques de Nonnos », Journal des savants, no 2,‎ 1994, p. 197-233 (DOI 10.3406/jds.1994.1579).
- Hélène Frangoulis, Culture classique et christianisme : Mélanges offerts à Jean Bouffartigue, Paris, Picard, coll. « Textes, images et monuments de l’Antiquité au Haut Moyen Âge », 2008, 420 p. (ISBN 978-2-7084-0814-2, DOI 10.3917/pica.auger.2008.01.0285, lire en ligne ), « L’eau et le vin dans le mythe d’Ampélos », p. 285-291.
- Marie-Christine Fayant, « Ampélos, Carpos et Hylas. Nonnos face à Théocrite et Apollonios de Rhodes », Aitia. Regards sur la culture hellénistique au XXIe siècle,‎ 2012 (DOI 10.4000/aitia.449).
- (de) Nicole Kröll, Die Jugend des Dionysos : Die Ampelos-Episode in den ›Dionysiaka‹ des Nonnos von Panopolis, De Gruyter, avril 2016, 359 p. (ISBN 978-3-11-041920-7, présentation en ligne).